# Machina/The Machines of God
MACHINA/The Machines of God je páté studiové album americké hudební skupiny The Smashing Pumpkins. Vydáno bylo 29. února 2000. Je to dvojí návrat ke starým kořenům — opět se ve velkém vrací použití kytar a také vyhozený Jimmy Chamberlin, který mezitím prošel léčením.
Album bylo přijato kritiky i fanoušky rozporuplně. Celosvětově se ho prodalo jen něco přes půl milionu, což vedlo k tomu, že se kapela usnesla, že už pro ni není v dnešní době místo, a proto se rozhodla odejít ze scény.

## Seznam skladeb
Autorem všech skladeb je Billy Corgan, kromě "The Imploding Voice", kde je autor neznámý.
| Pořadí | Název                        | Délka |
| ------ | ---------------------------- | ----- |
| 1.     | The Everlasting Gaze         | 4:00  |
| 2.     | Raindropes + Sunshowers      | 4:39  |
| 3.     | Stand Inside Your Love       | 4:14  |
| 4.     | I of the Mourning            | 4:37  |
| 5.     | The Sacred and Profane       | 4:22  |
| 6.     | Try, Try, Try                | 5:09  |
| 7.     | Heavy Metal Machine          | 5:52  |
| 8.     | This Time                    | 4:43  |
| 9.     | The Imploding Voice          | 4:24  |
| 10.    | Glass and the Ghost Children | 9:56  |
| 11.    | Wound                        | 3:58  |
| 12.    | The Crying Three of Mercury  | 3:43  |
| 13.    | With Every Light             | 3:56  |
| 14.    | Blues Skies Bring Tears      | 5:45  |
| 15.    | Age of Innocence             | 3:55  |

## Singly
- The Everlasting Gaze
- Stand Inside Your Love - Speed Kills
- Try, Try, Try - Here's to the Atom Bomb

## Složení kapely
- Billy Corgan - kytara, zpěv, produkce, basovka, mix
- Jimmy Chamberlin - bicí
- James Iha - kytara, zpěv
- D'arcy Wretzky - basa, zpěv